# Pupnatska Luka
Koordinati:   42°55′40″N, 17°00′15″E
Pupnatska Luka je zaselek in istoimenski zaliv na otoku Korčuli (Hrvaška).
Zaliv »Pupnatska luka« z nekaj hišami leži na južni obali otoka. Z lokalno cesto je povezan z naseljem Pupnat. Zaliv, ki je dolg okoli 350 in širok okoli 150 metrov je dobro sidrišče. Globina morja je od 20 m na začetku zaliva do 8 m proti koncu zaliva. V zalivu, ki je odprt južnim vetrovom so peščene plaže.
Do zaliva vodi, pot, ki je na novo asfaltirna v celotni dolžini.